# 暗绿柳莺
暗绿柳莺（学名：Phylloscopus trochiloides）为柳莺科柳莺属的鸟类。是一種分布廣泛的柳鶯，繁殖範圍遍及東北歐洲以及溫帶到亞熱帶的亞洲大陸。這種柳鶯是強烈的候鳥，在印度過冬。作為春季或早秋季的迷鳥，牠在西歐並不罕見，每年都可見於英國。在中歐，某些年份會遇到大量的迷鳥；其中一些可能會留下來繁殖，如每年在德國的少數繁殖對。该物种的模式产地在印度。
像所有柳鶯一樣，牠曾被歸入「舊世界鶯」群體，但現在屬於新的柳鶯科。

## 分類
屬名 Phylloscopus 來自古希臘語phullon，意為「葉子」，以及 skopos，意為「尋找者」（來自 skopeo，意為「觀看」）。種名 trochiloides 來自古希臘語 trokhalos，意為「弓形」，以及 -oides，意為「類似」，源自與柳鶯P. trochilus 的相似性。 英文名稱「Greenish warbler」為主張物種名稱大寫（即將其視為專有名詞）的論點提供了有力支持，這一慣例通常應用於科學文獻中。小寫的「greenish warbler」同樣可以描述多個科別的許多鳥類物種，而大寫的「Greenish Warbler」則清楚地指正在討論的 Phylloscopus trochiloides。

## 描述與生態

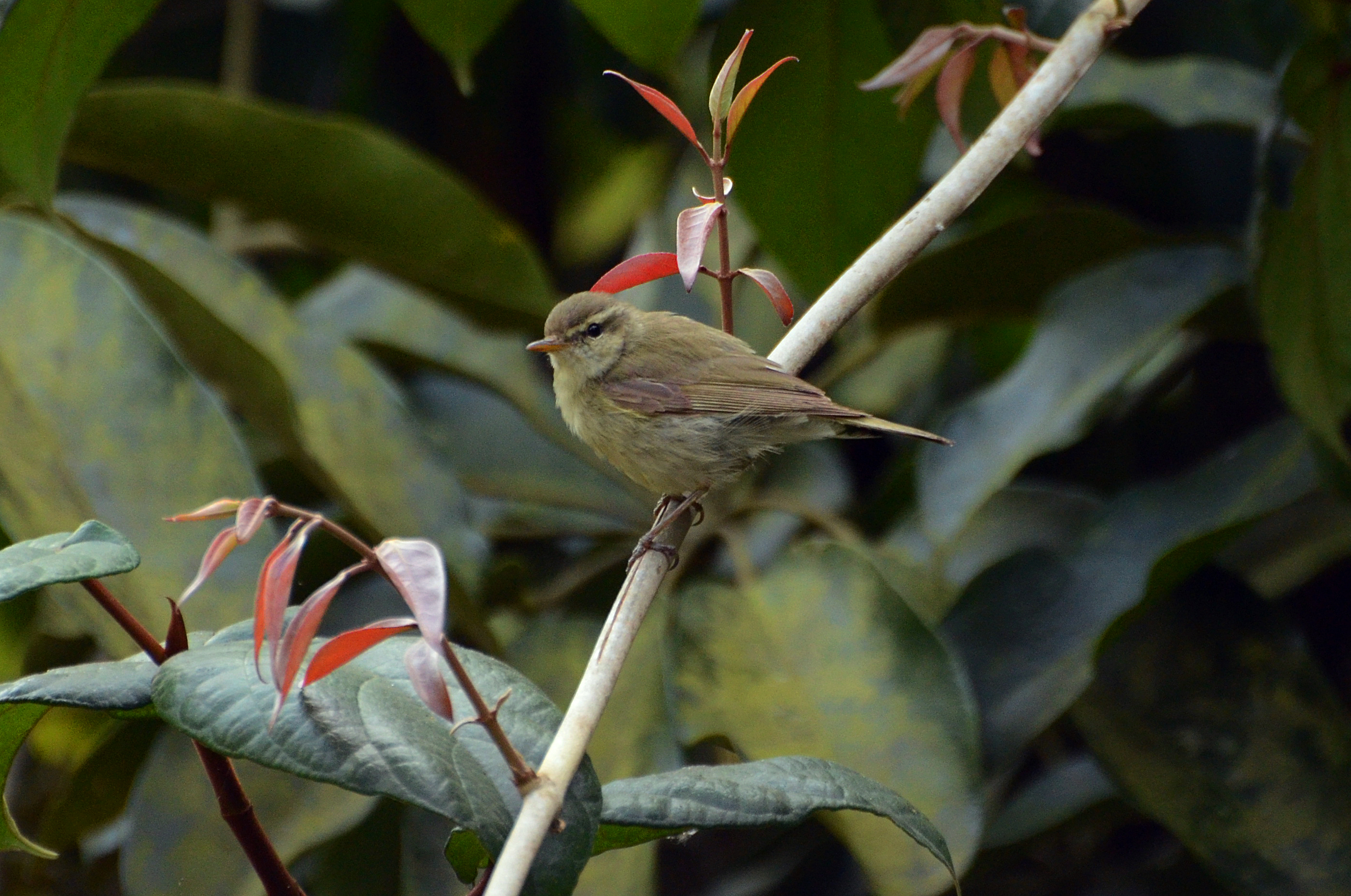
暗綠柳鶯"P.trochiloides" 阿奈馬萊丘陵，西高止山脈南部，印度

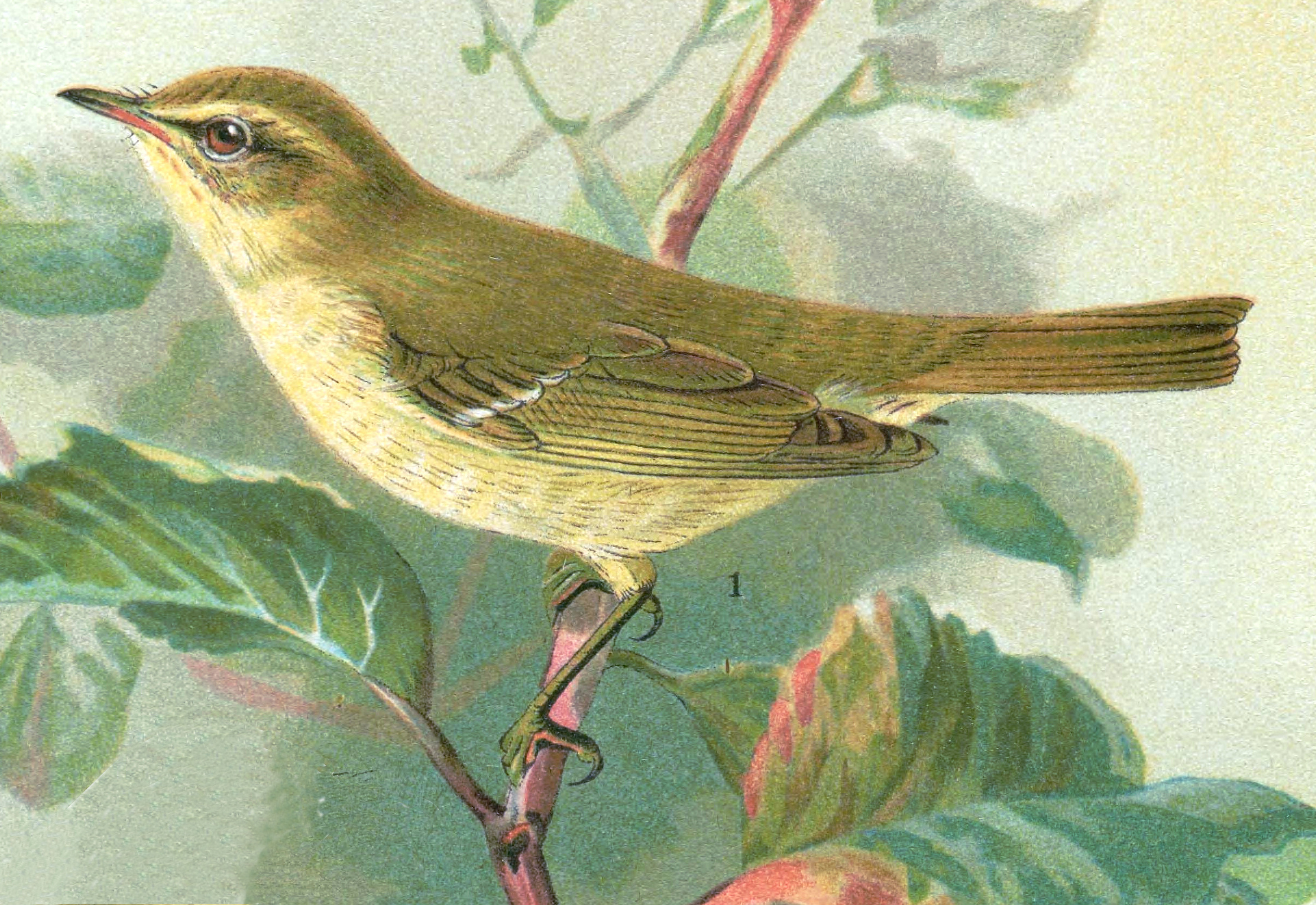
西暗綠柳鶯,
P. (t.) viridianus

這是一種典型的柳鶯，上方呈灰綠色，下方呈灰白色。南部和西部族群的一條單翼斑將牠與大多數類似的物種區分開來（除了極北柳鶯P. borealis）。牠略小於該物種，且喙較細，且下喙無深色尖端。對越冬鳥類的緯度分析顯示，北部的暗綠柳鶯體型較小，即該物種似乎不遵循伯格曼法則。
牠的歌聲是一種高音、顫抖的鳴聲，在某些族群中包含一串向下音調的連續音，有時也有少見的向上滑音。
牠在低地的落葉林或混合林中繁殖；在其範圍內的較暖區域，非繁殖鳥類夏季可能會遷至山地棲地。例如，來自喜馬拉雅山脈東南部的個體在夏季通常會出現在不丹，尤其在潮濕的不丹冷杉（Abies densa）森林中，海拔可達約3,800米以上，但牠們不在此繁殖，冬季則返回相鄰的亞熱帶低地。
牠的巢築於低矮的灌木中。像其親屬一樣，這種小型雀形目鳥類是食蟲性的。

### 亞種與演化

推測進化圍繞喜馬拉雅山脈進行
黃色: P. t. trochiloides
橘色: P. t. obscuratus
紅色: P. t. plumbeitarsus
綠色: P. t. ludlowi
藍色: P. t. viridanus
高加索亞種P. t. nitidus並未顯示

牠有多個亞種，其中 P. t . viridianus 在歐洲最為熟知。看起來牠是一個環狀物種，族群從青藏高原的東西兩側分化，後來在北側匯合。因此，牠們的關係相當混亂：
- 東部群組：暗綠柳鶯
  - Phylloscopus trochiloides trochiloides：暗綠柳鶯
    - 從尼泊爾東部延伸至中國西部的喜馬拉雅山脈南緣。
    - 背部呈暗灰綠色，常見第二條翼斑的痕跡。
    - 在中国大陆，分布于青海、陕西、四川、云南、西藏、贵州等地。该物种的模式产地在印度。[9]

  - Phylloscopus trochiloides obscuratus：黯暗綠柳鶯
    - 介於 trochiloides 和雙斑柳鶯之間的中間型。
    - 分布於中国大陆的甘肃、宁夏、青海、西藏、四川等地。该物种的模式产地在青海。[10]

  - Phylloscopus trochiloides ludlowi

- 西部群組：暗綠柳鶯
  - Phylloscopus trochiloides viridanus：西暗綠柳鶯
    - 繁殖於西西伯利亞至東北歐洲；在分布區的東部延伸至印度西北部。
    - 背部呈暗綠色，帶有黃色的眉紋、喉部、胸部和淡淡的翼斑。
    - 在中国大陆，分布于新疆等地。该物种的模式产地在印度。[11]

這些群組的起源可能在喜馬拉雅山脈地區，這裡可以找到 trochiloides。此分類單元與並域的 obscuratus 及地理上與 obscuratus 分隔的 plumbeitarsus 相近；牠們都可以（且前兩者自然會）雜交。P. t. plumbeitarsus 經常被分為獨立的物種，因為牠不會與 viridianus 在薩彥嶺西部的狹窄區域雜交，該區域是牠們的分布範圍重疊的地方。
然而，從系統發育上看，西部分類單元的差異更為明顯。不過，trochiloides 和 viridianus 之間仍有一些基因流動，牠們的雜交種尤其常見於巴爾蒂斯坦；這些雜交種現在被認為是獨立亞種 ludlowi。P. nitidus，即現在被認為是獨立物種的暗綠柳鶯，是一個從祖先 viridianus 分化而來的山地隔離種。
鳥類發聲結構主要在暗綠柳鶯和雙斑柳鶯之間有顯著差異，後者以前被認為是同種。前者有相當一致且長的歌聲，帶有輕快的旋律。在喜馬拉雅山脈附近，歌聲結構相似，但歌聲通常較短。另一方面，雙斑柳鶯的歌聲較長，能明顯分為旋律部分，接著是一系列上下滑音。obscuratus 和 ludlowi 的歌聲較短，但也包含下滑音元素；在後者的歌聲中，這些元素獨特地出現在歌聲的開頭。